# Crétique
Le crétique est un pied trisyllabique de la métrique antique, constitué de deux syllabes longues encadrant une brève et il se note | — ∪ — |.
Il est appelé plus rarement amphimacre, dans la versification des langues classiques (grec et latin), et par extension dans d'autres systèmes de versification basés sur un mètre quantitatif.

## Étymologie
Étymologiquement, le crétique est le rythme crétois, sens du grec ancien κρητικός d'où le terme est issu. Il devait faire référence à la danse des Curètes.

## Utilisation

### Prose latine
Le crétique est fréquent dans les clausules de la prose métrique latine. 
Redoublé ou en combinaison avec un spondée, deux spondées ou deux trochées, il domine dans les clausules de Cicéron.
On trouve des systèmes à base de crétiques dans les cantica des comédies de Plaute.